# Grammia ceramica
Grammia ceramica là một loài bướm đêm thuộc phân họ Arctiinae, họ Erebidae.